# Färgsporre
Färgsporre (Linaria maroccana) är en grobladsväxtart som beskrevs av Joseph Dalton Hooker. Enligt Catalogue of Life ingår Färgsporre i släktet sporrar och familjen grobladsväxter, men enligt Dyntaxa är tillhörigheten istället släktet sporrar och familjen grobladsväxter. Arten förekommer tillfälligt i Sverige, men reproducerar sig inte. Inga underarter finns listade i Catalogue of Life.

## Bildgalleri

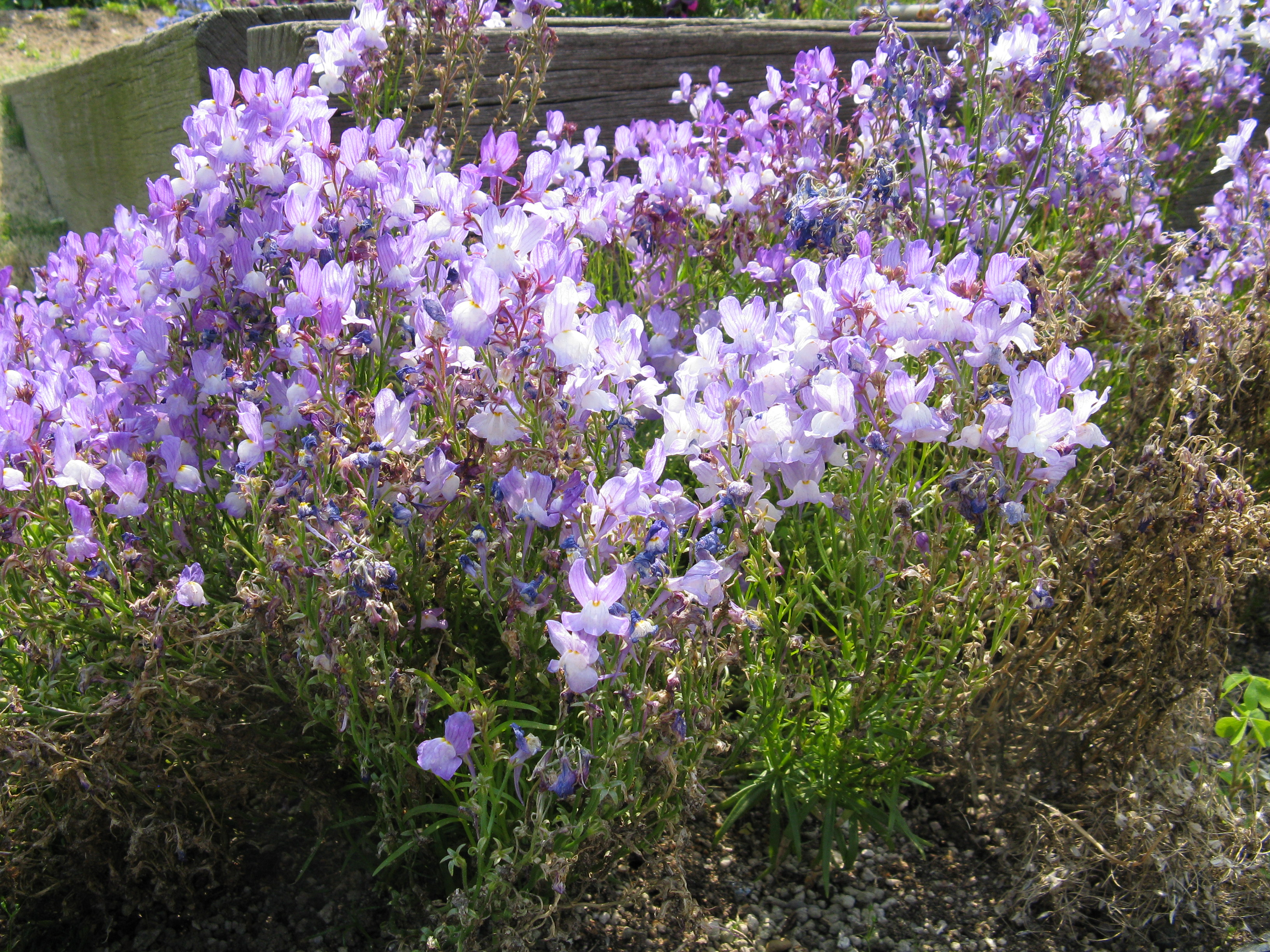
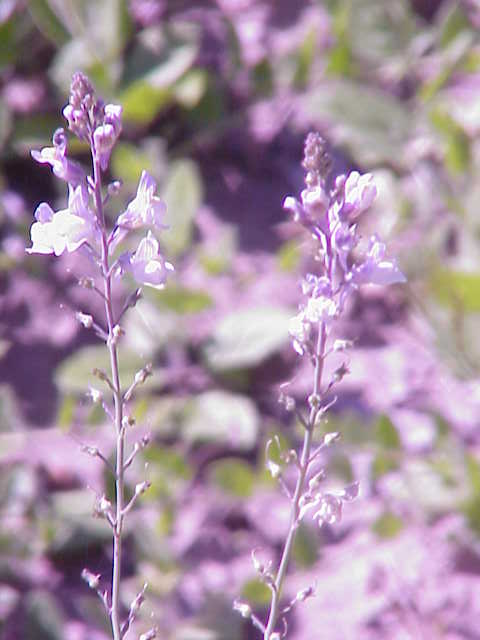
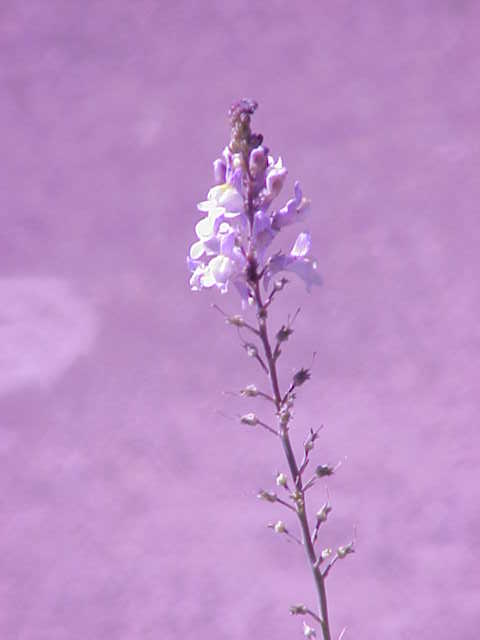
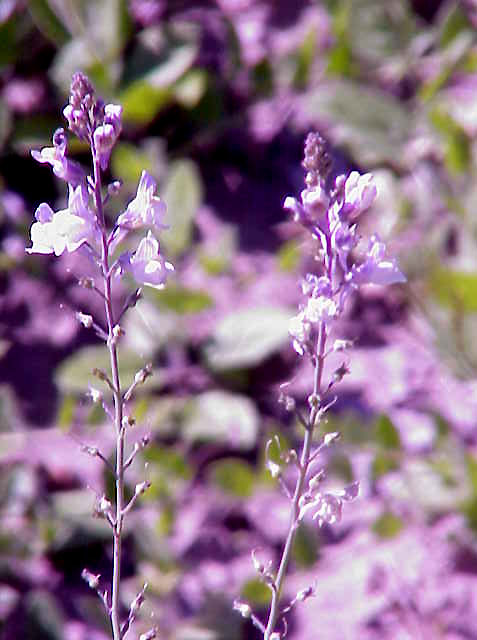